# San Antonio Fútbol Club
El San Antonio Fútbol Club es un equipo de fútbol profesional de la ciudad de Ibarra, provincia de Imbabura, Ecuador. Fue fundado el 25 de mayo de 2012. Es el equipo filial de fútbol de la Universidad Católica. Actualmente participa en la Serie B de Ecuador.
Está afiliado a la Asociación de Fútbol Profesional de Imbabura, por esta razón el club aunque originalmente nació en la capital de la República, por motivos de traslado y facilidades para jugar los torneos de Segunda Categoría se decidió trasladar a la ciudad de Cotacachi y luego se decidió trasladar a la ciudad de Ibarra en la provincia de Imbabura y por ende afiliarse a la asociación de dicha provincia.

## Historia
El club tiene una pequeña historia debido a que fue fundado en 2012, el equipo originalmente de fundó en Quito, la capital de la República el 25 de mayo de dicho año en la parroquia de San Antonio de Pichincha debido a eso se puso el nombre al club, pero en sus inicios no logró afiliarse a la Asociación de Fútbol No Amateur de Pichincha por lo que se optó por otras opciones y una de esas fue emigrar a otra provincia cercana en la cual ya pueda participar en los torneos de Segunda Categoría.
En ese momento la dirigencia del club decidió trasladarse hasta la provincia de Imbabura donde lograron afiliarse a la asociación de fútbol de dicha provincia, fue un paso enorme para el club porque ya podían jugar partidos oficiales avalados por FEF, desde ese momento el club empezó a trabajar de una manera reservada pero de a poco cumpliendo con los objetivos.
Su primera participación en un torneo de Segunda Categoría de Imbabura fue en 2014 donde finalizó en el tercer lugar, como primer año fue positivo el resultado ya que un equipo totalmente nuevo debutaba y en otra provincia diferente a la que normalmente venían entrenando, los problemas de logística pesaron en su primera participación, pero el club volvió a participar en 2015 y de manera increíble ya consiguió el pase a los zonales de la Segunda Categoría 2015.
Momento importante en la historia del club, es su primera clasificación para representar a la provincia de Imbabura en los zonales de la Segunda Categoría 2015 donde termina su participación ubicándose dentro de la tabla general como uno de los mejores segundos en cada grupo de 46 equipos participantes. En este año también consiguió el campeonato del torneo provincial de Imbabura imponiéndose ante el Deportivo Otavalo con un marcador global de 3 goles a 1 en las dos finales disputadas.
El club formó parte de lo profesional en el 2012 y por ende también como todo equipo reconocido profesionalmente debe ser formativo, es decir trabajar en todas las divisiones formativas con sus respectivas categorías, así el 25 de mayo de 2012 se dicta el Acuerdo Ministerial que lo reconoce como Club Deportivo Formativo Especializado.
Su mejor temporada en la Segunda Categoría de Ecuador la realizó en la temporada 2023, en el Ascenso Nacional logró llegar a la final y conseguir el ascenso a la Serie B del año siguiente por primera vez en su historia; la final única disputada en Ibarra la perdió frente a Leones del Norte obteniendo el subcampeonato.

## Uniforme

### Evolución del uniforme titular
| 2023 | 2024 |

### Evolución del segundo uniforme
| 2023 | 2024 |

### Evolución del tercer uniforme
| 2024 |

## Datos del club
- Temporadas en Serie B: 3(2025-presente).
- Temporadas en Segunda Categoría: 8 (2015-2019 y 2021-2023).
- Mejor puesto en la liga: 2.° (2023).
- Peor puesto en la liga: 24.° (2015).
- Mayor goleada a favor en torneos Provinciales:
  - 12 - 0 contra Dep.Ibarra (24 de mayo de 2019)
- Mayor goleada a favor en torneos nacionales:
  - 5 - 0 contra Triunfo City (30 de septiembre de 2023)
- Primer partido en torneos nacionales:
- Primer partido en Serie B:
  - 1 - 0 Cuniburo (26 de marzo de 2024 en el Estadio Olímpico de Ibarra).

## Jugadores

### Plantilla 2025
- Última actualización: 7 de marzo de 2025.

## Palmarés

### Torneos nacionales
| Competición                        | Títulos | Subcampeonatos |
| ---------------------------------- | ------- | -------------- |
| Segunda Categoría de Ecuador (0/1) |         | 2023.          |

### Torneos provinciales
| Competición                         | Títulos | Subcampeonatos |
| ----------------------------------- | ------- | -------------- |
| Segunda Categoría de Imbabura (1/2) | 2015.   | 2022, 2023.    |